# Port lotniczy Lahaur
Port lotniczy Lahaur (IATA: LHE, ICAO: OPLA) – międzynarodowy port lotniczy położony 15 km od Lahauru, w prowincji Pendżab. Jest drugim co do wielkości portem lotniczym w Pakistanie.